# Otto II (hrabia Vlotho)
Otto II (zm. w 1244) – hrabia Vlotho i Vechtal od 1221.

## Życiorys
Otto był synem hrabiego Ravensbergu Hermana IV oraz Jutty, córki landgrafa Turyngii Ludwika II Żelaznego. Był żonaty z Zofią, córką hrabiego Oldenburga Burcharda. Nie miał dzieci.